# Mlinarstvo v Slovenski Istri
Razvoj mlinarstva na slovenskih istrskih rekah se je precej razlikoval od razvoja v ostalih pokrajinah Slovenije. To je predvsem zaradi bližine Trsta. Z njim je povezan tako razvoj kot tudi propad mlinarstva v Slovenski Istri.
Tako kot drugod so tudi na tem območju pred mlini uporabljali okrogle mlinske kamne stožčaste oblike na ročni pogon, mletje žitaric pa je lahko tudi potekalo na kamnitih ploščah ali pa v možnarjih. Niso izkoriščali kroženja kolesa, ki je kasneje izboljšalo učinkovitost proizvodnje. Prve mline z ročno vrtljivimi kolesi so uvedli ob koncu prvega stoletja pred našim štetjem, poganjali so jih živali ali pa ljudje. Od prvega stoletja našega štetja pa so na reki Rižani, spodnji Drnici in spodnji Dragonji zaradi zelo ugodnih vodnih razmer začeli  graditi mline na vodni pogon. Ti so bili najprej grajeni vodoravno, nato pa so jih izboljšali in začeli graditi navpično.
Vsi vodni tokovi v Slovenski Istri, ki danes propadajo Sloveniji, so bili včasih uporabljeni predvsem za potrebe Trsta, zato so tudi bili zgrajeni največji mlini v dolini Rižane in Dragonje. Veliko mlinov, ki so bili namenjeni občasni uporabi, je bilo spremenjenih na osnovi proizvodno- industrijskih potreb.

## Vrste mlinov in njihova razširjenost
Mline delimo glede na to kakšno delo opravljajo in po načinu dotoka vode na vodna kolesa.
Glede na namembnosti jih delimo na:
- Proizvodne mline
- Storitvene mline

Večina proizvodnih mlinov je bilo na Rižani (29). Nekaj pa jih je bilo tudi na spodnji Dragonji (9) in Drnici (4). Bili so zelo veliki mlini, imeli so od šest do devet vodnih koles in toliko mlinskih kamnov. Delovali so samo v 19. stoletju. V lasti pa so jih imeli predvsem meščani, cerkev in veleposestniki. Imeli so najeto delovno silo in upravnika mlina. Mleli so za potrebe trgovine in tržaške luke.
Storitveni mlini, so mleli izključno za mlevce (le redki za trgovino in krušarice). Imeli so od enega do štirih parov mlinskih kamnov. Ti mlini so bili po večini ob hudournikih in ob zgornjih tokovih rek. Mleli so večinoma lastniki sami, s pomočjo svoje družine.

### Glede na dotok vode na kolesa pa ločimo
- Mline na zgornjo vodo
- Mline na spodnjo vodo

Oba sta bila odvisna od strmca struge in vodnega pretoka. Ob manjšem pretoku vode in večjem strmcu so gradili kolesa na zgornjo vodo (na sliki 3- prvo kolo) in ob večjem pretoku vode, so uporabili kolesa na spodnjo vodo (na sliki 3- drugo in tretje kolo).
Večina mlinskih enonadstropnih poslopij je imela zraven še večja gospodarska poslopja, v katerih so bila tudi stanovanja za mlinarja, njegovo družino in mlinarske delavce. Delali so ob znanih prometnih poteh in pomembnih križiščih, ali pa v bližini obalnih mest. Ti mlini so bili predhodniki sodobne mlinarske industrije.

#### Razširjenost mlinov
Ob koncu 19. stoletja je bilo v Slovenski Istri dejavnih 101 mlin na vodo , ki pa niso bili enotno porazdeljeni po občinah.
| Vodotok              | Število mlinov |
| -------------------- | -------------- |
| Dragonja s pritoki   | 46             |
| Rižana               | 34             |
| Drnica               | 7              |
| Osapska reka         | 4              |
| Malinska             | 3              |
| Badaševica s pritoki | 3              |
| Strunjanski potok    | 1              |
| Fazan                | 1              |
| Rikorvo              | 1              |
| Bračan pod Sočergo   | 1              |

Največja gostota mlinov je, če pri vodotokih upoštevamo le dolžino tistih, v katerih so bile dane možnosti za postavitev mlinov, ob reki Rižani. Ob Rižani je bila nekoč razdalja med dvema mlinoma le 279 m. visoko koncentracijo vodnih mlinov, je imel tudi levi pritok reke Dragonje- Argila. Tam je bila razdalja med mlini 955 m. Na Dragonjinem desnem pritoku, pa je bil mlin na približno vsakih 1180 m. Drnica nima velikega vodnega strmca, zato tudi tukaj v preteklosti ni bilo veliko mlinov. Povprečna razdalja med mlini je 1643 m.
Glede na razpršenost mlinov lahko Slovensko Istro delimo na 4 dele:
1. območje Rižane in spodnjega toka Dragonje, kjer so značilni večji mlini s proizvodno- industrijsko obliko. Večina prebivalcev se je ukvarjala z mlinarskimi dejavnostmi, nato pa je prišlo do krize in so zato zapustili to območje. Nato so se tukaj naselili navadni prebivalci.
2. preostalo območje Rižane, kjer so prisotni veliko starejši mlini, ki pa so manjši.
3. območje srednjega in zgornjega toka Dragonje, kjer so prisotni veliko manjši mlini, ki pa so bili namenjeni občasni uporabi.
4. preostala območja, kjer so bili mlini spremenjeni v stanovanja.

## Notranja ureditev mlinov
Odvisna je bila predvsem od velikosti obratov.  Manjši pritlični mlini so imeli po navadi en sam prostor, kjer so bile mlinske naprave. Ob njem je bilo ognjišče, ob katerem so se mlinarji pozimi greli. Pred uvedbo električne razsvetljave, so imeli v stenah vdolbine, v katere so položili petrolejko, da jim je svetla. Večji storitveni mlini so imeli poleg glavnega prostora tudi kuhinjo. 
Mlinska naprava je bila sestavljena iz tresilnice, mlinskih kamnov, vsipalnika ali grota, in ogrodja. Ogrodje je nosilo celo napravo. Žito so mlinarji vsipavali v vsipalnik, nato se je skozi odprtino v tekaču vsipalo med obema kamna, moka pa je polzela na obod. Nato so moko vsipali na tresilnico , ki se je stalno tresla. Tako se je moka sortirala (debela zrnca so ostala na situ, boljša pa se je presejala).
Značilnost Istrskih mlinov je bila, da niso bili grajeni tik ob toku reke. Do njih je voda pritekala tako, da so mlinarji speljali mlinščice. To je kanal, po katerem je voda pritekla do mlinskega kolesa. Slika 8 prikazuje nekdanjo mlinščico. Tukaj je voda pritekala čez steno. Ta mlin je imel 3 kolesa, zato je bila mlinščica narejena tako, da je bilo prvo kolo na zgornjo vodo ostali dve pa na spodnjo vodo.
Rižanski mlini so na prehodu v 20. stoletje letno zmleli približno 103000 q pšenice, 203000 q koruze, veliko ovsa in ječmena. Zmleli so tudi okoli 21000 ječmena in ovsa. Sredi 19. stoletja so bile količine zmletega še večje. Letno je vsak mlin zmlel 3000 q pšenice in 34000 q koruze in 498 q drugih vrt žita. Ob Dragonji in Drnici, pa so zmleli 54000 q pšenice in 35000 q koruze.

### Dejavnosti, ki so nastale z mlinarstvom
Ob mlinih so se razvile tudi druge pomembne dejavnosti. Na primer stope. Največ jih je bilo pri rižanskih storitvenih mlinih, medtem ko so jih pri proizvodnih uvedli šele ko je mlinarstvu grozila resna kriza. Na vodni pogon so obratovale tudi kovačnice in oljarne. Pomembne pa so bile tudi valjalnice, ki so obratovale pri mlinih na zgornji Rižani. Z njihovo pomočjo, so mehčali in čistili volnene ter platnene izdelke. 
Razvila se je tudi peka kruha. Opravljale so jo jih ženske. Toliko se je razvila, da so se ob koncu 19. stoletja v nekaterih vaseh vse ženske ukvarjale s peko, prodajale pa so ga predvsem v Trstu. Veliko pa jih je prodajalo tudi v Kopru. To so bile večinoma krušarice.
Krušaric je bilo po navadi več kot krušnih peči, zato so pri vsaki peči pekla v določenem zaporedju. Lastnicam peči so za peko dale vsaka en hleb ali zmenjeno količino ostalih vrst kruha. Tako so različne vrste kruha bile ponovno prenesene na tržaške trge. Tam so ljudje veliko kupovali in s tem zagotavljali premožnost Istrskih ljudi, ki so se ukvarjali z mlinarstvom, peko in z ostalimi aktivnostmi.

## Propad mlinarstva
Obdobje, v katerem je mlinarstvo na vodni pogon cvetelo, je počasi zamiralo. To je posledica nihanja vodostaja rek skozi celo leto. Ker ni bil enak, si niso mogli zagotoviti pridelka čez celo leto. V času od leta 1850 do 1881 je propadlo 4,5% mlinov. Nato je bilo propadanje vedno bolj pospešeno, saj se je v letih med 1882 – 1919 zaprlo še 15,5%. Med obema vojnama (1914- 1945) pa se je zaprlo 31,5% mlinov. Leta 1940 je delovalo le še pol mlinov iz 19. stoletja. Proces se je nadaljeval, saj je leta 1960 še naslednjih 18% mlinov propadlo. 
Naslednji vzrok propada mlinov je tudi deagrarizacija  in depopulacija  prebivalstva. Ta procesa sta bila odvisna od ekonomskih in socialnih razmer ter od tokov indrustrializacije in razvoja Trsta. Depopulacija se je začela, ko je število prebivalstva še naraščalo. Prelomnica naraščanja je leto 1910. Tudi beg z dežele pojasnjuje hitro upadanje števila prebivalstva, ki je močno prizadelo kmetijstvo in pridelovanje žita.
Vzrok za propad vodnih mlinov je tudi regulacija Dragonje in Drnice. Dragonjo so po najkrajši poti speljali v morje in tudi Drnica je kot samostojni potok bila speljana v morje.
Najpomembnejši vzrok za propad mlinarstva, pa je nedvomno zaostalost razvoja mlinske tehnike. V vsej dobi delovanja ni bilo nobenega napredka. Pogonski vir je bila voda, edina tehnologija pa so bili mlinski kamni. Le nekaj mlinov se je moderniziralo in ti so preživeli krizno obdobje.
Tako je mlinarstvo na vodni pogon v Slovenski Istri zamrlo, čeprav so nekateri manjši mlini delovali do sedemdesetih let dvajsetega stoletja.